# William Christie (astronom)
William Henry Mahoney Christie (ur. 1 października 1845 w Woolwich w Londynie, zm. 22 stycznia 1922 na morzu) – brytyjski astronom, Astronom Królewski w latach 1881–1910.

## Życiorys
Urodził się w Woolwich w Londynie jako syn Samuela Huntera Christiego, matematyka i naukowca. Kształcił się w King's College School oraz w Trinity College (Cambridge). Studia ukończył w 1868 roku jako czwarty „wrangler” (tzn. na czwartym miejscu na swoim roku). Po ukończeniu studiów pozostał w Cambridge, gdzie zajął się nauczaniem. W 1869 roku został członkiem Trinity College, a w 1871 uzyskał tytuł Master of Arts.
Od 1870 roku pracował jako główny asystent w Królewskim Obserwatorium Astronomicznym w Greenwich. W 1881 roku został następcą George’a Airy’ego na stanowisku Astronoma Królewskiego i sprawował tę funkcję aż do przejścia na emeryturę w 1910 roku.
W 1871 roku został członkiem Królewskiego Towarzystwa Astronomicznego, w latach 1880–1882 był jego sekretarzem, a w latach 1888–1890 – przewodniczącym. W 1881 roku został członkiem Royal Society. W czerwcu 1902 otrzymał tytuł D.Sc. na Uniwersytecie Oksfordzkim. W 1897 roku został kawalerem, a w 1904 – komandorem Orderu Łaźni.
W 1881 roku ożenił się z Violette Mary, córką Sir Alfreda Hickmana, bogatego przemysłowca. Mieli dwóch synów. Starszy z nich – Harold Alfred Hunter Christie (1884–1960) – mimo początkowego zainteresowania astronomią został prawnikiem. Młodszy syn zmarł w wieku trzech lat, Violette zmarła kilka tygodni po jego narodzinach (1888).
William Christie zmarł na statku w trakcie podróży do Maroka i został pochowany na morzu, w pobliżu wybrzeży Portugalii. Przyczyną zgonu było krwawienie z przewodu pokarmowego.